# Ron Nyqvist
Ron Nyqvist (Detmold, 10 juni 1968 - Amsterdam, 4 februari 2015) was een Nederlands kickbokser, crimineel en vechtsportorganisator.
Nyqvist was zoon van een Nederlandse beroepsmilitair. Hij was een van de oprichters van Team Golden Glory, een Nederlandse organisatie van beroepsvechters.
Hij maakte aanvankelijk deel uit van de Juliëtbende, een groep gewelddadige drugshandelaars uit Noord-Brabant. Samen met Willem Endstra kocht hij in 1999 fitnesscentrum Mega Sport in Breda. Huurders van het complex werden de tweeling Rob en Eric Driesen. In de nacht van 22 op 23 april 2001 werd een Mercedes 500 waarin Nyqvist en zijn vriendin zaten opgeblazen. Zowel Nyqvist als zijn vriendin overleefden de aanslag, maar raakten gewond. Nyqvist vermoedde dat aanslag was gepleegd in opdracht van de gebroeders Driesen. Op zondag 20 mei 2001 schoot Nyqvist de tweeling dood tijdens een bespreking. Hij gaf zichzelf aan en werd tot 20 jaar gevangenisstraf veroordeeld.
Op 22 mei 2010 werd bekend dat Nyqvist vanuit de gevangenis vechtsportgala's organiseerde in de Passenger Terminal Amsterdam.
Kort na zijn vrijlating, op 4 februari 2015, werd Nyqvist dood gevonden in de parkeergarage van een appartementencomplex aan de Bart Poesiatstraat in Amsterdam-Osdorp, nadat daar was geschoten.